# Uwe Boegelsack
Uwe Boegelsack (* 2. Dezember 1939 in Gommern; † 28. Januar 2017) war ein deutscher Politiker der Sozialistischen Einheitspartei Deutschlands (SED) in der Deutschen Demokratischen Republik (DDR). Er war von 1984 bis 1987 stellvertretender Minister für Elektrotechnik und Elektronik und von 1987 bis 1990 Generaldirektor des VEB Kombinat Rundfunk und Fernsehen Staßfurt.

## Leben
Boegelsack, Sohn eines Angestellten, arbeitete nach dem Abitur 1958 als Stanzer und Hilfsarbeiter und wurde 1961 Setzer und Feiler. Nach einem Studium arbeitete er von 1962 bis 1966 als Technologe und trat 1966 in die SED ein. Nach einem Fernstudium an der Ingenieurschule Magdeburg wurde er Ingenieur und arbeitete bis 1968 als Bereichsleiter und dann bis 1978 als Leiter der Hauptabteilung Produktion im VEB Elektromotorenwerk in Wernigerode. Nach einem weiteren Studium an der Technischen Hochschule Magdeburg wurde er 1971 Diplomingenieur. Ab 1979 war er Betriebsdirektor des VEB Elektromotorenwerks Wernigerode.
Von 1984 bis 1987 war Boegelsack stellvertretender Minister für Elektrotechnik und Elektronik der DDR und von 1987 bis 1990, als Nachfolger von Joachim Witschaß, Generaldirektor des VEB Kombinat Rundfunk und Fernsehen Staßfurt. Im September 1991 schied Boegelsack aus der nach der Deutschen Einheit aus dem DDR-Kombinat hervorgegangenen RFT AG aus.
Boegelsack war von 1990 bis Juli 1991 Präsident des 1. FC Magdeburg (Nachfolger von Reinhard Lehmann). Boegelsack wohnte zuletzt in Wernigerode und wurde auf dem Städtischen Friedhof in Hasserode bestattet.

## Auszeichnungen
- 1986 Ehrentitel Verdienter Metallarbeiter der Deutschen Demokratischen Republik
- 1989 Vaterländischer Verdienstorden in Bronze